# NHK UHFテレビ実験局
NHK UHFテレビ実験局（エヌエイチケイ ユーエイチエフテレビじっけんきょく）とは、日本放送協会が極超短波（UHF帯）によるアナログ・デジタルのテレビジョン放送の実用化に向けて開設した無線局（実験局・放送試験局）である。
その目的は時代によって変化しており、年代ごとに
- UHF帯活用のための小電力実験局（1960年 - 1963年）
- UHF帯の県域放送実施のための大電力実験局（1966年 - 1967年）
- 大都市部におけるUHFテレビ放送の実験局（1970年 - 1975年）
- スーパーハイビジョン実用化のためのデジタル実験局（2013年 - 2017年）

が設けられている、以下に実験目的ごとに記述する。

## UHF帯での実験開始と小電力サテライトUHF局
UHF帯を使用したテレビ実験局の嚆矢は、NHK放送技術研究所に開設された実験局である。これは、NTSC方式によるカラーテレビジョンを1960年に本放送開始するためのものであった。
| 物理ch | 放送局名              | 呼出符号 | 空中線電力        | ERP  | 送信地点          | 実験地域       | 実験期間                        |
| ------ | --------------------- | -------- | ----------------- | ---- | ----------------- | -------------- | ------------------------------- |
| 46     | NHKカラーテレビ実験局 | JO2O     | 映像1kW 音声0.5kW | 不明 | NHK放送技術研究所 | 東京都世田谷区 | 1956年12月20日〜 1970年12月17日 |

当時テレビジョン放送は超短波（VHF帯）で放送され、1chから12chまで、最大7局までしか割り当てることができず、兵庫県姫路市周辺や有明海沿岸のようにチャンネルが短期間で逼迫して地元の新局や県域放送局の中継局設置の要望に応えることが困難な地域が生じたり、親局送信所から遠い地域で中継局を設置して難視聴を解消させることがままならない状態だった。そこで1961年3月27日に当時の郵政省（現：総務省）が「テレビ放送用周波数の割当計画基本方針」（以下、「基本方針」と略記）を修正し、UHF帯をテレビ放送に割り当てる方針を定めた。これを受け、NHKは放送法に基づき国から受託する形で（以後もほぼ同じ）まず以下の3局が小出力のサテライト局（中継局）としてUHF帯を使うための本格的な実験を始めた。このうち後に県域親局となった大津局に関しては、1960年にVHFの実験局として開局したのを転換したものであった。
| 物理ch | 放送局名         | 呼出符号 | 空中線電力 | ERP  | 送信地点 | 実験地域         | 実験開始日     |
| ------ | ---------------- | -------- | ---------- | ---- | -------- | ---------------- | -------------- |
| 52     | NHK日立UHF実験局 | ‐        | 映像60W    | 不明 | 風神山   | 茨城県日立市ほか | 1961年12月1日  |
| 52     | NHK大津UHF実験局 | ‐        | 映像18W    | 不明 | ‐        | 滋賀県大津市ほか | 1962年2月21日  |
| 51     | NHK高萩UHF実験局 | ‐        | 映像100W   | 不明 | ‐        | 茨城県高萩市ほか | 1962年12月28日 |

実験の結果を受け、郵政省は1963年5月7日、「テレビ放送用周波数の第2次割当計画表」（以下、「第2次プラン」と略記）を修正し、中継局用としてUHF帯のチャンネルを全国96地区に割り当てた。日立局と高萩局は同年6月15日に日本初のUHFテレビ本放送に移行したが、高萩局は後にKDD茨城衛星通信所の本格運用に伴い移設され、「十王中継局」となった。大津局は1966年に中継局へ移行後、1971年になって、県域化を睨んだ総合テレビジョンの親局に移行した。
なお当時、UHFコンバータ（UHF電波をVHF電波に変換する装置）を付けないとUHF放送を視聴できなかった。

## 大電力UHF局
1964年9月8日、郵政省臨時放送関係法制調査会が「UHF帯は、さしあたり、NHK、民放の難視聴地域解消と民放の各地最低2局の放送サービス確保のみに使用」することを郵政大臣に勧告し、大出力の放送局（親局）への割り当ては時期尚早とされた。一方で、VHF波で他県エリアとなった佐賀県や兵庫県など3大都市圏の中心以外の府県で地域放送局を望む声や、過去の放送免許争奪戦に敗れ、新たな放送局開設を望む法人の声には、チャンネル逼迫の深刻化で応えることはできなくなっていた。
そこでNHKは1966年4月14日、大電力UHF局実現に向け必要なデータの収集を目的として、総合テレビジョンしかなかった徳島市に教育テレビジョン放送のためのUHF大電力テレビ実験局を開設することを申請、同年4月30日に予備免許が与えられ、1967年2月20日から実験を始めた。
| 物理ch | 放送局名         | 呼出符号 | 空中線電力 | ERP  | 送信地点 | 実験地域         | 実験開始日    |
| ------ | ---------------- | -------- | ---------- | ---- | -------- | ---------------- | ------------- |
| 38     | NHK徳島UHF実験局 | ‐        | 映像30kW   | 不明 | 眉山     | 徳島県徳島市ほか | 1967年2月20日 |

実験開始から4か月を経た1967年6月30日、NHKは実験・調査結果を郵政大臣に提出。これを解析した郵政省は同年10月13日、「基本方針」と「テレビ放送用周波数割当計画表」（以下、「第1次プラン」と略記）を修正し、19地区23局に対しUHF帯親局用チャンネルを割り当てた。徳島教育テレビジョンの実験は1年間続けられ、1968年2月20日に空中線電力を3分の1に減らしUHF帯最初の親局となった。なお、総合テレビジョンにおけるUHF帯最初の親局は、1969年3月15日開局の佐賀総合テレビジョンである。

## 放送大学開設に向けて
高松局が香川県域テレビジョン放送を始める前の日である1969年3月21日、郵政大臣が記者会見で「昭和45年秋ごろ東京、大阪でNHKのUHF実験局を考慮中」と発言。1970年12月24日に大阪、同年12月25日に東京と相次いでUHF実験局が開局し、大都市部におけるUHFテレビ放送の受信障害などについて調査した。これに併せて東京・大阪間にUHFテレビ用の回線も開通した。
| 物理ch | 放送局名            | 呼出符号 | 空中線電力 | ERP  | 送信地点     | 実験地域 | 実験開始日     |
| ------ | ------------------- | -------- | ---------- | ---- | ------------ | -------- | -------------- |
| 14     | NHK大阪テレビ実験局 | JO4W-TV  | 50kW       | 不明 | 生駒山       | 近畿地方 | 1970年12月24日 |
| 14     | NHK東京テレビ実験局 | JO2W-TV  | 10kW       | 不明 | 千代田送信所 | 関東地方 | 1970年12月25日 |

1971年12月24日、郵政省は放送大学テレビ実験番組に備える放送試験局制度の新設を含む「電波法施行規則」などの改正を公布・施行。これを受け1972年2月7日、「テレビ実験局」は「テレビジョン放送試験局」に切り替えられ、同年2月7日から3月30日までの期間はNHKの通常の番組以外に放送大学テレビ実験番組の放送を行った。その後、同年11月13日から12月28日にも放送され、翌年以降も概ね1月から3月の期間で放送大学の実験番組を行った。
番組編成は試験放送の開始直後は総合テレビジョンと同時放送（サイマル放送）を行っていたが、1971年1月4日より総合テレビのサイマル放送を行いつつ、夜間に3時間30分程度の独自編成の時間を設け、連続テレビ小説や婦人百科など夜間放送希望の多い総合テレビ・教育テレビの番組の再放送、ドラマの先行放送や再放送を編成していた。
その後、第1次オイルショックの影響により1974年1月16日より総合テレビ・教育テレビと同様に昼間の一部放送休止、夜間の放送終了時間繰り上げの措置が採られた。一方で、試験放送局の運用でUHF受信の調査に一応の成果が出たこと、放送大学実験番組に関する調査・研究が1974年度で終了することで、業務の効率化もあり1975年4月7日に休止、放送免許が切れる1976年2月6日に正式に廃止された。
なお、東京地区の試験放送に使用されていた14chは、後に東京初の民放UHF県域局（放送対象地域は東京都）である東京メトロポリタンテレビジョン（TOKYO MX）がアナログ放送用に使っていた（デジタル化後は小仏城山中継局で使用）。大阪地区の試験放送に使用されていた14chは、読売テレビ放送がデジタル放送用に使っている。
一方この実験の主目的であった放送大学学園は1981年に設立、1984年には東京タワーから16chのテレビ局と77.1MHzのFMラジオ放送局免許が交付された。同年11月1日から試験（予告）放送を開始して学生の募集を始め、1985年4月1日より放送大学としての授業放送を開始している。地上波アナログ放送は2011年7月24日正午をもって正式に廃止（ただしそれに先駆けて7月21日の前期授業終了をもって通常放送は終了している）。首都圏では地上デジタルテレビ・FMラジオ放送を提供していたが、これも2018年9月30日で廃止され、衛星放送（BSデジタル）に一本化された。

## スーパーハイビジョン実用化実験
2020年のオリンピック開催決定を受け、国はより高画質なデジタル放送の実現を目指す方針を固めた。これを受けNHKは、2013年11月22日に総務省九州総合通信局から“8Kスーパーハイビジョン”の地上波実現を目指す実験局の免許を受けた。実験の舞台地には、熊本県人吉市が選ばれた。
| 物理ch | 放送局名             | 識別信号               | 空中線電力 | ERP  | 実験地域         | 実験期間              |
| ------ | -------------------- | ---------------------- | ---------- | ---- | ---------------- | --------------------- |
| 46     | NHK人吉UHF実験試験局 | NHKひとよしUHFじっけん | 10W        | 不明 | 熊本県人吉市ほか | 2013年11月〜2017年3月 |

実験結果を踏まえ、総務省の情報通信審議会で専門家などを交え詳細な検討が行われ、2023年7月18日に答申が行われた。今後、総務省にて実現に向け関係法令等の整備が行われることになっている。